# Pachymenes rugifrons
Pachymenes rugifrons är en stekelart som först beskrevs av Cameron.  Pachymenes rugifrons ingår i släktet Pachymenes och familjen Eumenidae. Inga underarter finns listade i Catalogue of Life.